# Kazanyi Repülőgépgyártó Termelési Egyesülés
A Kazáni Repülőgépgyártó Termelési Egyesülés, teljes nevén az Sz. P. Gorbunov nevét viselő Kazáni Repülőgépgyártó Termelési Egyesülés (oroszul: Казанское авиационное производственное объединение имени С. П. Горбунова [Kazanszkoje aviacionnoje proizvodsztvennoje objegyinyenyije imenyi Sz. P. Gorbunova]), rövidítve KAPO, az oroszországi Kazanyban működő repülőgépgyár. A szovjet időszakban 22. sz. repülőgépgyár (GAZ–22) néven működött.

## Története

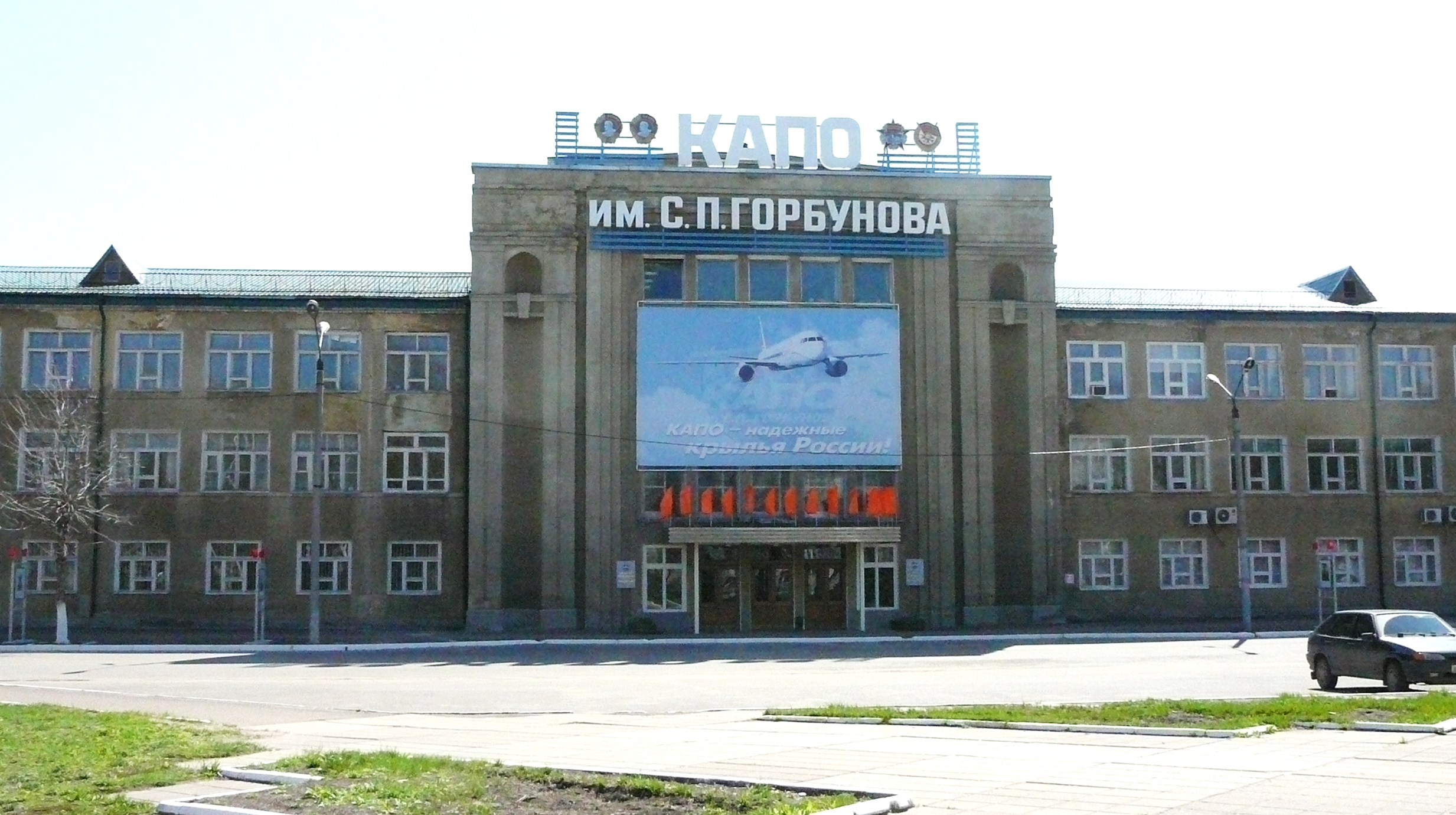
A KAPO főépülete

A gyár története 1927-ig nyúlik vissza, amikor Moszkvában létrehozták a 22. sz. repülőgépgyárat. Néhány évvel később Kazánban létrehozták a 124. sz. repülőgépgyárat.
Közvetlenül a második világháború előtt a PSZ–84-t (később Li–2) is gyártották, de ebből csak 10 db-t építettek a kazáni gyárban.
A második világháború idején, 1941 novemberében a moszkvai 22. sz. gyárat Kazánba evakuálták. 1941. december 26-án a 22-es és a 124-es repülőgépgyárak egyesítésével létrehozták a Szergej Gorbunovról elnevezett 22. sz. repülőgépgyárat. A második világháború alatt Pe–2 zuhanóbombázókat és Pe–8 nehézbombázókat állított elő. A háború idején a gyártási intenzitás elérte a naponkénti 10–12 átadott repülőgépet is. A háborús időszakban, 1941–1945 között a repülőgépgyár több mint 10 ezer repülőgépet állított elő.
A második világháborút követően a repülőgépgyár a Tupoljev tervezőiroda gyártóbázisa lett, a tervezőiroda polgári és katonai modelljeit egyaránt gyártották. A KAPO a Tupoljev-gépek mellett az Il–62M típust is gyártotta.
A repülőgépek mellett a gyár időszakosan más járművek gyártását és javítását is végezte. 1955-től a Szovjetunióban a legelterjedtebbnek számító, dúralumíniumból készült Kazanka típusú csónakot gyártották, 2000-től pedig a ZiU–682V trolibuszok nagyjavítását is végzik.
2009 novemberétől az Egyesített Repülőgépgyártó Vállalathoz (OAK) tartozik.

## Korábbi gyártmányai

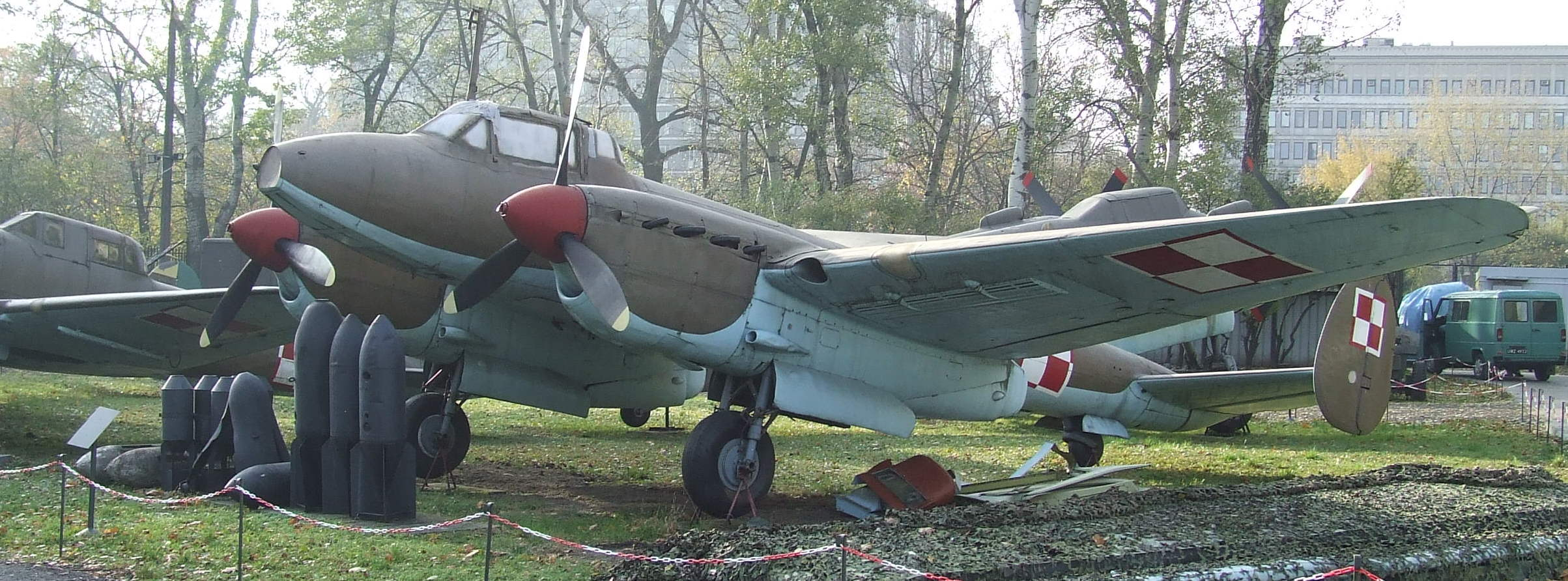
Pe–2 zuhanóbombázó a varsói Lengyel Hadimúzeumban kiállítva

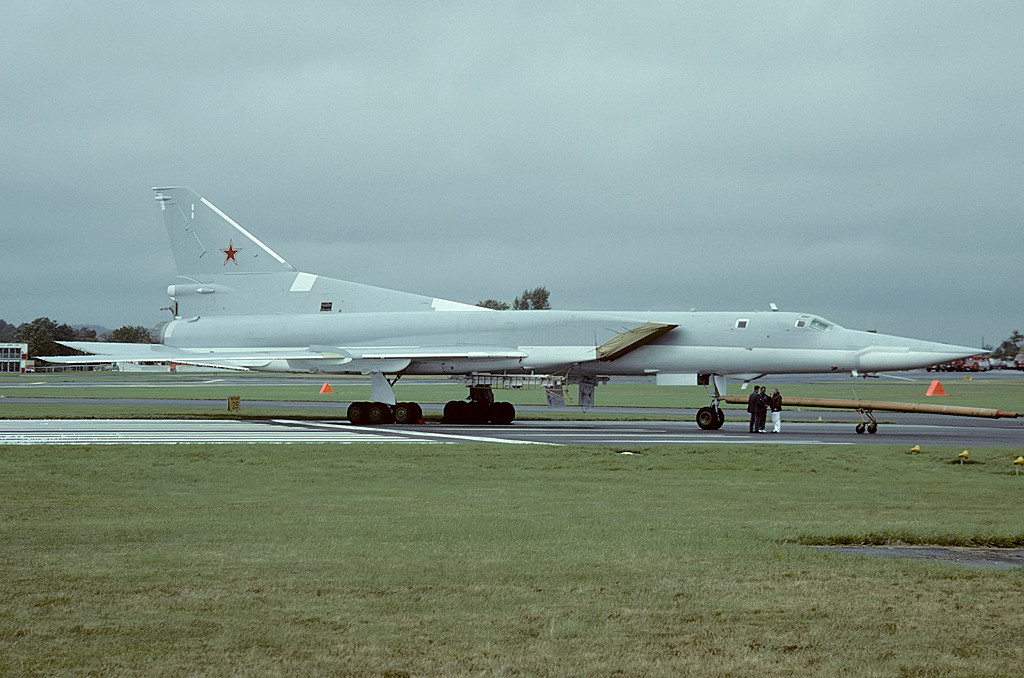
Tu–22M3 stratégiai bombázó

- ANT–3
- ANT–4
- ANT–5
- ANT–7
- ANT–9
- DB–A
- ANT–20
- ANT–35
- ANT–40
- Li–2
- Pe–2
- Pe–8
- Tu–4
- Tu–16
- Tu–104
- Tu–110
- Tu–22
- Tu–22M
- Tu–160

## Jelenlegi gyártmányai

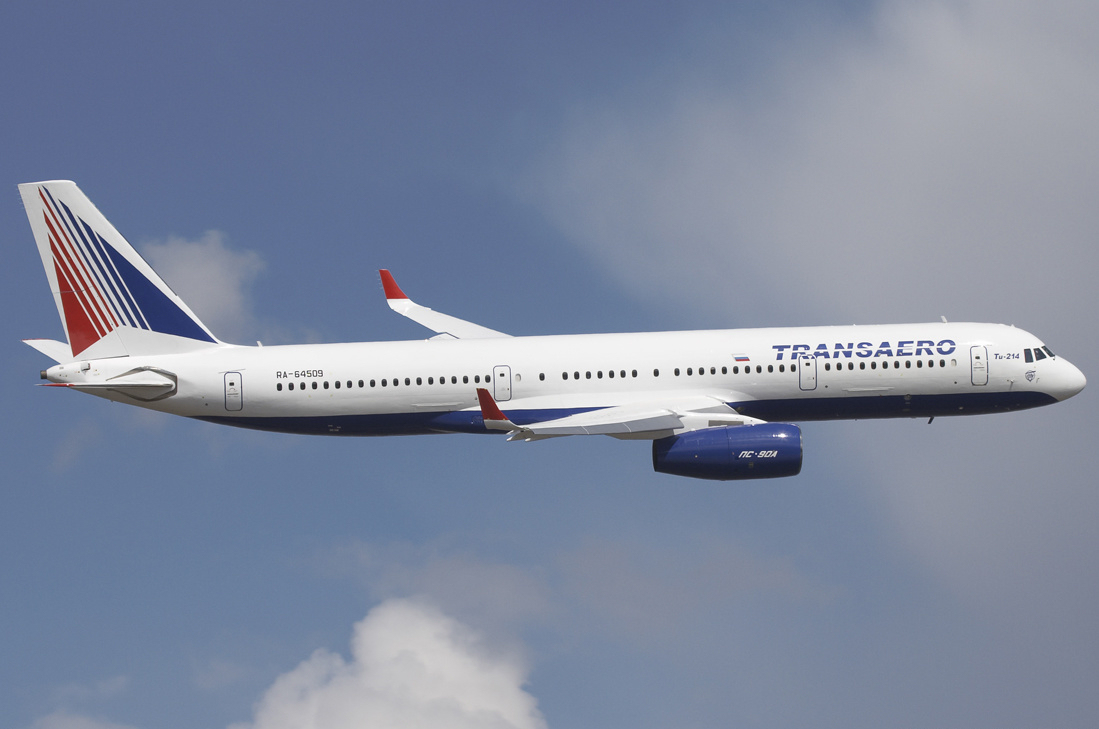
Tu–214 utasszállító repülőgép

### Repülőgépek
- Tu–214
- Tu–334
- Il–62M

### Csónakok
- alumíniumtestű csónakok